# Scolochloa festucacea
Scolochloa es un género monotípico de plantas herbáceas perteneciente a la familia de las poáceas. Es el único género de la subtribu Scolochloinae y su única especie; Scolochloa festucacea. Es originaria de las regiones Árticas y subárticas, eurosiberiana, y las Montañas Rocosas. Mediterráneo. Eurasia.

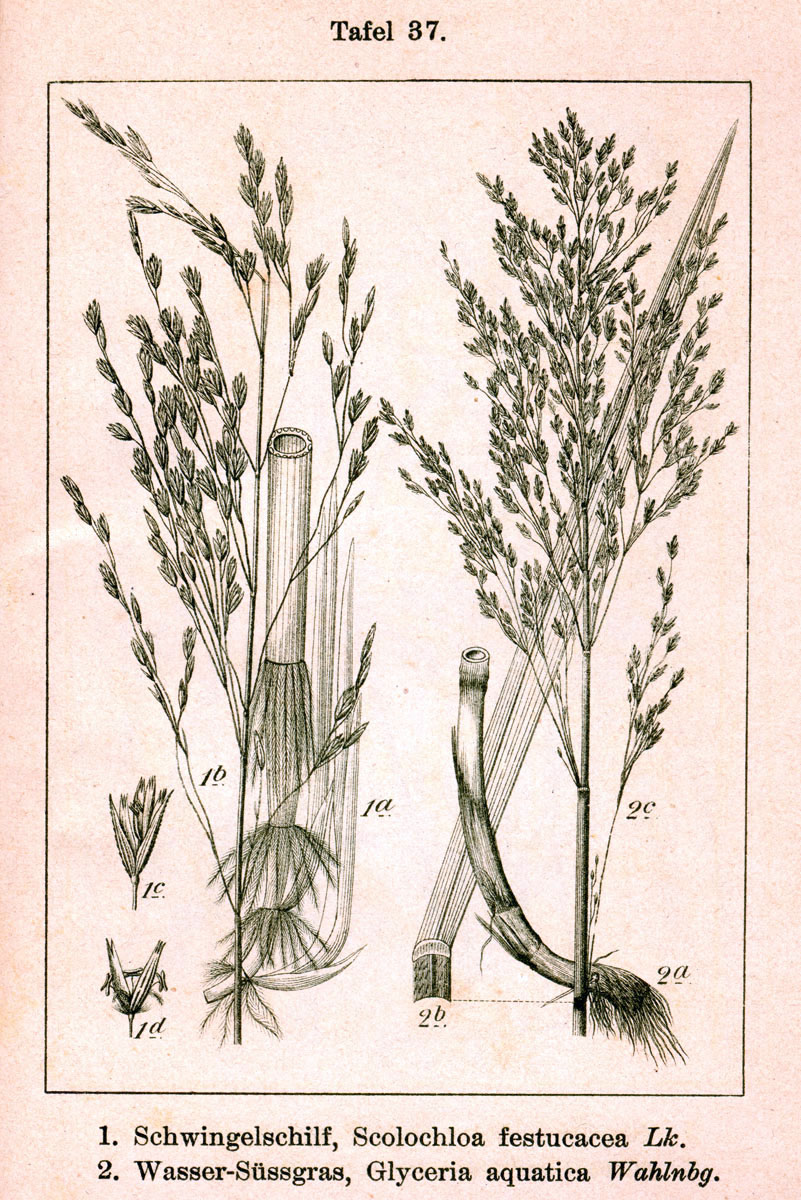
Ilustración

## Descripción
Planta perenne, rizomatosa (con rizomas suculentos) y tallos de 70-200 cm de alto . .Entrenudos de los culmos huecos y hojas basales no agregadas; no auriculadas; sin setas auriculares. Hoja lineales; amplias o estrechas, de 4-12 mm de ancho, planas; sin venación. La lígula es una membrana truncada de 3 - 10 mm de largo. Plantas bisexuales, con espiguillas bisexuales; con flores hermafroditas. Inflorescencia paniculada; abierta (de 30 cm de largo) ; espatulada. Las espiguillas femeninas fértiles. Espiguillas de 7-11 mm de largo; comprimidas lateralmente, desarticulándose por encima de las glumas; desarticulando entre las florecillas. Raquilla prolongada más allá del florete femenino fértil superior, la extensión de la raquilla, desnuda, con callo peludo. Glumas dos, muy desiguales; (el más largo) en relación con los lemas adyacentes ; sin pelos; (agudo a acuminado); sin aristas; no carinado. 

## Taxonomía
Scolochloa festucacea fue descrito por (Willd.) Link y publicado en Hortus Regius Botanicus Berolinensis 1: 136. 1827.
Etimología
Scolochloa nombre genérico que deriva del griego scolos = ("espinosas") y chloé = ("hierba"), que aluden a los nervios del lema.
festucacea: epíteto latino que significa "similar a Festuca.
Citología
El número cromosómico básico del género es x = 7, con números cromosómicos somáticos de 2n = 28, 4 ploidia. Cromosomas "grandes".
Sinonimia
- Aira arundinacea Lilj.
- Arundo festucacea Willd.
- Donax borealis Trin.
- Donax festucaceus P.Beauv.
- Festuca arundinacea Lilj.
- Festuca borealis Mert. & W.D.J.Koch
- Festuca donacina Wahlenb.
- Fluminia arundinacea (Roem. & Schult.) Fr.
- Fluminia festucacea (Willd.) Hitchc.
- Glyceria arundinacea (Roem. & Schult.) Fr.
- Graphephorum arundinaceum (Roem. & Schult.) Asch.
- Graphephorum festucaceum (Willd.) A.Gray
- Schedonorus arundinaceus Roem. & Schult.
- Scolochloa arundinacea (Roem. & Schult.) MacMill.
- Scolochloa marchica M.Duvel, Ristow, H.Scholz
- Sieglingia festucacea (Willd.) Jess.
- Triodia festucacea (Willd.) Roth[3][4]